# Dinmukhamet Akhimov
Dinmukhamet Akhimov, né le 8 août 1948 à Aktogaï, est un acteur soviétique puis kazakh. Il a été honoré en 2008 de la médaille de l'ordre de Kurmet pour ses contributions dans le domaine de la culture et des arts.

## Biographie
Dinmukhamet Akhimov fait ses études dans la classe de Boris Babotchkine à l'Institut national de la cinématographie et en sort diplômé en 1974.
Il a commencé sa carrière d'acteur en 1968 et a joué dans plus de 100 films. 

## Filmographie partielle
- 1982 : Zolotaya osen : Beishenbai
- 1984 : Primite Adama!
- 1985 : Potomok belogo barsa : le marchand Mukhammed
- 1986 : Boysya, vrag, devyatogo syna
- 1986 : Moy dom na zelyonykh kholmakh : Gubaidulla
- 1987 : Skazka o prekrasnoy Aysulu
- 1987 : Priyut dlya sovershennoletnikh
- 1988 : Smerch
- 1989 : Latyshi?!
- 1991 : Gibel Otrara : Khumar-Khadzhei
- 1992 : Noga
- 1995 : Abai
- 1999 : Luna Papa : le gynécologue
- 2001 : Bo Ba Bu : le policier
- 2008 : L'Île habitée (Obitaemyy ostrov) de Fiodor Bondartchouk : Begemot
- 2012 : En attendant la mer : le père de Tamara et Dari
- 2013 : Il est difficile d'être un dieu (Трудно быть богом, Trudno byt' bogom) d'Alexeï Guerman : serviteur
- 2014 : Marco Polo (série TV) : Turban